# Tansifte
Tansifte (franska: Tansifte (CR), Tansifte (Commune Rurale), arabiska: تامزموت) är en kommun i Marocko.   Den ligger i provinsen Zagora och regionen Drâa-Tafilalet, i den centrala delen av landet, 400 km söder om huvudstaden Rabat. Antalet invånare är 12 018.